# Peggy Moffitt
Pour les articles homonymes, voir Moffitt.
Margaret Anne Moffitt, dite Peggy Moffitt, née le 2 octobre 1937 ou le 14 mai 1940 à Los Angeles (Californie) et morte le 10 août 2024 à Beverly Hills (Californie), est une mannequin et actrice américaine. Dans les années 1960, elle travaille en étroite collaboration avec le créateur de mode Rudi Gernreich .

## Biographie
Née en 1940, Peggy Moffitt étudie le ballet, la danse et les arts de la scène, au Neighborhood Playhouse School of the Theatre à New York. Une des enseignantes de danse est Martha Graham, mais il y a aussi comme professeurs de théâtre Sanford Meisner, et  Sydney Pollack.
Bien que son look unique soit devenu une image iconique de la mode des sixties, elle commence sa carrière d'actrice dès 1955 dans le film You're Never Too Young, de Norman Taurog,. Elle est ensuite mannequin à Paris.
Au cours des années 1960, elle développe ce look qui lui est propre, incluant les faux cils et un maquillage intense pour les yeux. Sa coiffure, une coupe asymétrique au bol, créée par Vidal Sassoon, est connue sous le nom de « five point »,.
Moffit épouse le photographe William Claxton en 1960. Ils restent mariés jusqu'à la mort de Claxton en octobre 2008.
Tout en continuant sa carrière d’actrice, elle devient également mannequin. Le créateur Rudi Gernreich la met bientôt à contribution,  et fait appel également aux services de son mari, le photographe William Claxton. « Sans Rudi, j'aurais été un modèle doué et novateur », explique Peggy Moffitt. « Sans moi, il aurait été un créateur de génie avant-gardiste. On s'est complétés l'un l'autre. Nous étions le catalyseur l'un de l'autre. C'était amusant, revigorant, c'était une vraie collaboration, et oui, c'était de l'amour ». Elle fut plus tard décrite comme son égérie,.
Cette collaboration est notamment connue pour le monokini  conçu par Rudi Gernreich en décembre 1962, en réaction à un certain conservatisme, sans qu’il ait initialement l'intention de le commercialiser. Gernreich avait fait présenter la pièce par Peggy Moffitt en personne pour Diana Vreeland, du magazine Vogue. Pour éviter le sensationnalisme, Peggy Moffitt, son mari et photographe William Claxton et Rudi Gernreich ont décidé de publier leurs propres photos pour la presse de mode et les médias. Peggy Moffitt s'est d'abord opposée à l'idée de poser seins nus et a craint que la photographie et la couverture qui s'ensuivent ne deviennent incontrôlables. Elle s’explique ainsi :« Je suis une descendante des colons puritains du Mayflower. J'ai porté ce putain de rocher de Plymouth Rock sur mon dos. […] Quand j'ai accepté, je l'ai fait en fixant beaucoup de limites […] Pas Playboy. Pas Esquire. Je ne voulais pas être exploitée ». 
Les images sont devenues iconiques des années 1960,. Elle quitte les podiums de mode et les castings en 1972, pour s’installer dans sa région natale, la Californie, avec sa famille, à Beverly Hills. « Je suis né dans un hôpital d'Hollywood et je vis dans les collines d'Hollywood, mais j'ai voyagé un peu partout dans le monde entre les deux. Je ne descends plus beaucoup de la colline », dit-elle en 2016.

## Filmographie
| Année | Titre                         | Rôle                         | Notes                                                                                              |
| ----- | ----------------------------- | ---------------------------- | -------------------------------------------------------------------------------------------------- |
| 1955  | You're Never Too Young        | Agnes                        | Une comédie avec Dean Martin et Jerry Lewis. Titre français : Un pitre au pensionnat. Non créditée |
| 1956  | Meet Me in Las Vegas          | Danseuse de spectacle        | Non créditée                                                                                       |
| 1956  | The Birds and the Bees        | Penny                        | Titre français : Millionnaire de mon cœur. Non créditée.                                           |
| 1958  | Senior Prom (en)              | Femme avec un fume-cigarette | Film musical de David Lowell Rich                                                                  |
| 1959  | The Young Captives (en)       | Une adolescente              | Film d’Irvin Kershner. Non créditée                                                                |
| 1959  | Up Periscope                  | Femme au juke-box            | Film de guerre réalisé par Gordon Douglas. Non créditée                                            |
| 1959  | Battle Flame                  | Nurse Fisher                 | |
| 1959  | Girls Town (en)               | Flo                          | Autre titre du film : The Innocent and the Damned                                                  |
| 1960  | Alcoa Theatre                 | Dodie Charles                | Épisode: "Capital Gains"                                                                           |
| 1960  | Goodyear Theatre              | Dodie Charles                | Épisode: "Capital Gains"                                                                           |
| 1960  | Suspicion                     | Robin Rath                   | Titre anglais The Alfred Hitchcock Hour. Épisode: "Beast in View"                                  |
| 1966  | Qui êtes-vous, Polly Maggoo ? | Mannequin                    | |
| 1966  | Blow-Up                       | Modèle                       | Non créditée                                                                                       |
| 1967  | Basic Black                   | Modèle                       | |